# Màu xanh Lincoln

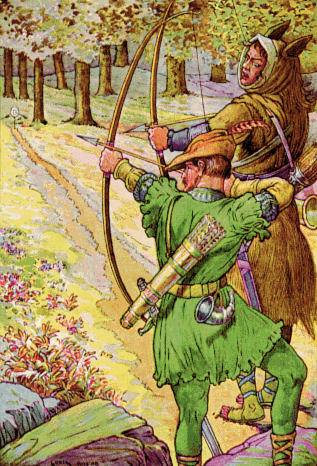
Robin Hood trong màu xanh Lincoln từ một cuốn sách truyện 1912

Màu xanh Lincoln là màu của vải len nhuộm có liên hệ với Robin Hood và merry men của anh ở rừng Sherwood, Nottinghamshire. Các thợ nhuộm của Lincoln, một thị trấn vải trong Trung kỳ Trung cổ, đã sản xuất vải bằng cách nhuộm nó bằng woad (Isatis tinctoria) để cho nó một màu xanh da trời mạnh mẽ, sau đó nhuộm trùm nó màu vàng bằng weld (Reseda luteola) hoặc dyers' broom, Genista tinctoria.